# Lokapala

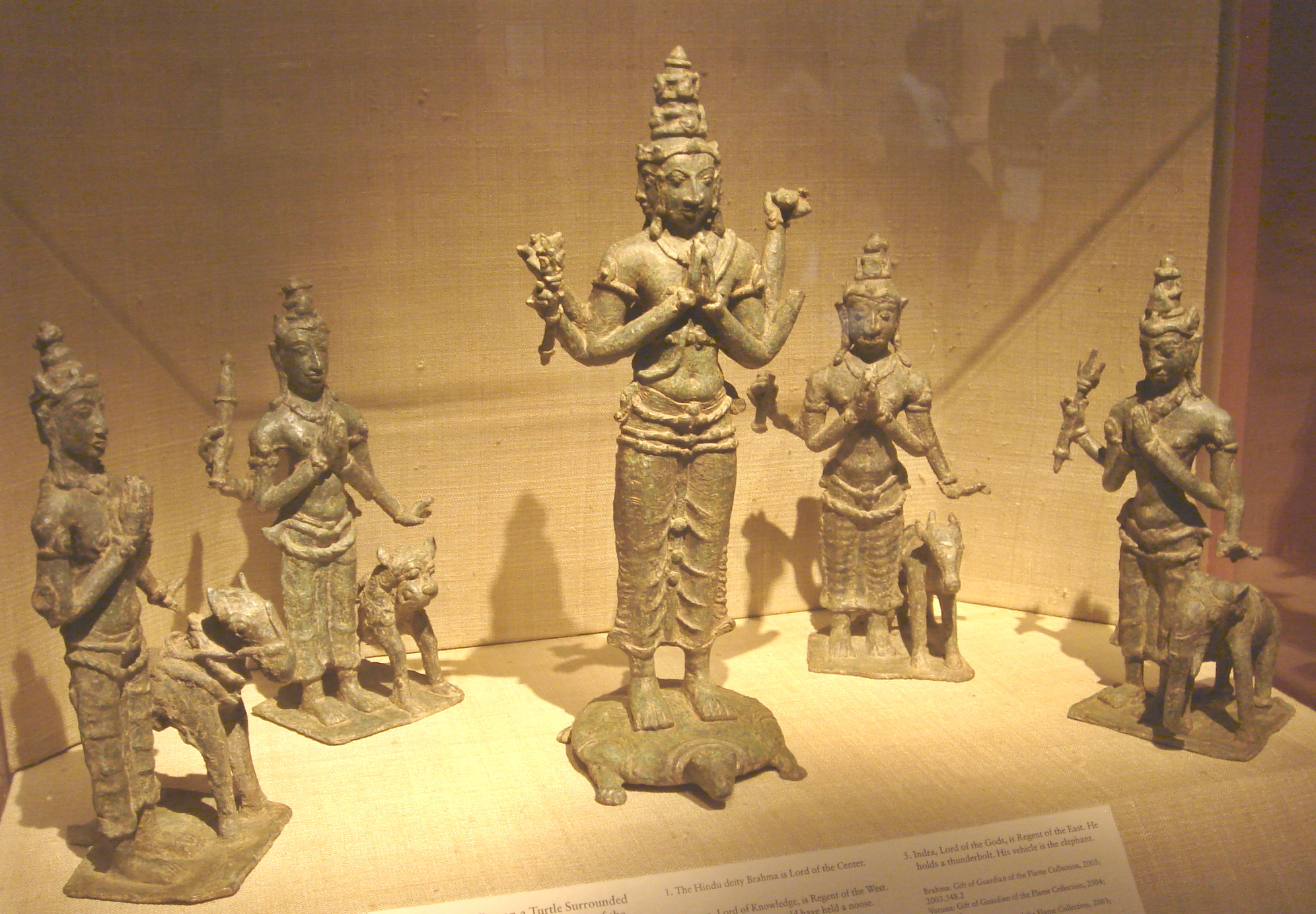
Ídolos del período Anuradhapura (en Sri Lanka), siglo IX.
Brahmá (en el centro, sobre una tortuga) con cuatro lokapalas.
De izquierda a derecha:
Váruna, señor del oeste, con un caballo.
Kúbera, señor del norte, con una maza y un león.
Iama, señor del sur, con un toro.
Indra, señor del este, con el vashra (rayo) y un elefante.

De acuerdo con el hinduismo y el budismo Vajrayāna, los lokapalás (‘guardianes de los lugares’) son los dioses que gobiernan las direcciones (norte, sur, este y oeste).
En el hinduismo es tradicional representar las imágenes de estos dioses en las paredes y techos de los templos.
Las imágenes de los lokapalas se colocan generalmente en parejas a la entrada de las tumbas. Como guardianes pueden llamar a los espíritus del otro mundo para ayudarlos a proteger la tumba si fuera necesario.

## Etimología, nombres y transliteraciones
- lokapāla, en el sistema AITS (alfabeto internacional para la transliteración del sánscrito)[1]
- लोकपाल, en escritura devanagari del sánscrito.[1]
- Pronunciación:
  - /loká paalá/ en sánscrito[1]
  - /lokpál/ en varios idiomas modernos de la India (como el bengalí, el hindí, el maratí o el palí).
- Etimología: ‘protector de los lugares’[1]
  - loka: ‘lugar’; es cognado de las palabras españolas "local", "localidad" y "lugar".
  - pālá: ‘guardián, protector’

### Otros nombres
- dikpālá: ‘guardianes de las direcciones’ (siendo dig: ‘dirección cardinal’, como norte, sur, etc.)[1]
- Dik-pālá-stuti, alabanza a los guardianes de las direcciones (un tipo de ceremonia introductoria).[1]
- dikpati: ‘señores de las direcciones’[1]

## Cantidad de lokapalas

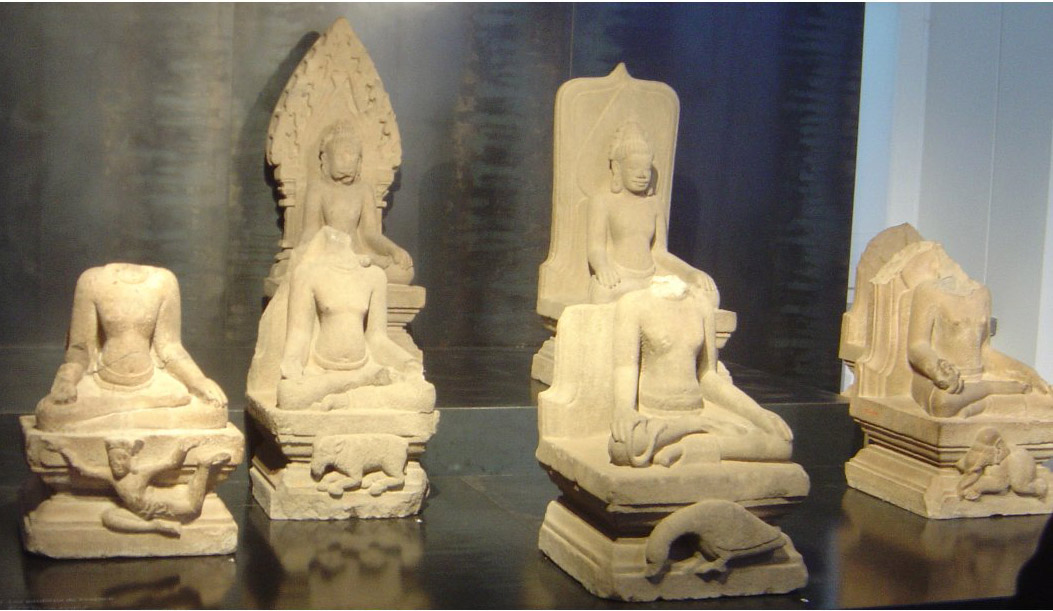
Ídolos de la cultura cham (siglo X); se encuentran en el santuario Mi Sön, provincia Quảng Nam (Vietnam). De izquierda a derecha:
Detrás:
Kúbera, dios de la riqueza: norte
Ishana (Shivá), dios de la pobreza: noreste
Al frente:
Naiṛita, dios de los muertos: suroeste
Agní, dios del fuego de sacrificio: sureste
Váruna, dios del océano: oeste
Indra, dios de las tormentas: este.

De acuerdo con los Dharma-sutra budistas, con el paso del tiempo hubo 4, 8, 10 o 14 lokapālas, según la cantidad de direcciones que se consideren.
Según el Manu-smriti (las leyes de Manu), 5.96.1 y el Shatápata-bráhmana, el número de lokapalás varía también en el hinduismo.

### Cuatro lokapalas
- Indra (este)
- Iama (sur)
- Váruna (oeste)
- Kúbera (norte)

Hay fuertes similitudes entre el concepto de los cuatro guardianes de las direcciones y la tradición china que rodea a los Cuatro Reyes Celestiales, cuatro espíritus ancestrales que son responsables de cuatro de los puntos cardinales (este, sur, oeste y norte).

### Ocho lokapalas
En la tradición hinduista, las direcciones se llaman diśā o dik. Hay cuatro direcciones primarias (este, sur, oeste, norte) y cuatro direcciones secundarias (sureste, suroeste, noroeste, noreste).
Como grupo de ocho deidades los lokapalas son llamados asta-dik-pāla (अष्टदिक्पाल), que significa literalmente ‘ocho guardianes de las direcciones’.

### Nueve lokapalas

El Sol de Majapahit es un emblema que se encuentra comúnmente en las ruinas de los mashapajit (isla de Java).

En la antigua Java los nueve dioses guardianes de las direcciones se llamaban Déwata Nawa Sanga (‘asociación de nueve dioses’).
En el Suria Masapajit ―el emblema del Imperio mashapajit (1293-1527)― aparece el diagrama de estos dioses guardianes de las direcciones.

### Diez lokapalas
A menudo se aumenta a los lokapalas con dos deidades adicionales (las dos direcciones adicionales son el cenit y el nadir), y entonces se los conoce como dasa-dikpāla (‘diez guardianes de las direcciones’).
| español  | sánscrito                 |
| -------- | ------------------------- |
| este     | Pūrva, Prāchī, Prāk       |
| sureste  | Āgneia                    |
| sur      | Dakṣīṇa, Avāchi           |
| suroeste | Naiṛiti                   |
| oeste    | Paśchima, Pratīchī, Aparā |
| noroeste | Vāiavia                   |
| norte    | Uttara, Udīchī            |
| noreste  | Īśānia                    |
| cenit    | Ūrdhwā                    |
| nadir    | Adho                      |

## Nombres y atributos de todos los lokapalas
Los nombres de los lokapāla varía levemente, pero en general se incluyen los siguientes:
| nombre                              | dirección | mantra                  | arma                                   | consorte            | graja (planeta)                                             | guardián (matrika) |
| ----------------------------------- | --------- | ----------------------- | -------------------------------------- | ------------------- | ----------------------------------------------------------- | ------------------ |
| Indra                               | este      | Oṃ Laṃ Indrāya Namaḥ    | vasra (relámpago)                      | Sachi               | Suria (Sol)                                                 | Aindri             |
| Agní                                | sureste   | Oṃ Raṃ Agnaye Namaḥ     | shakti (lanza)                         | Suajá               | Shukra (Venus)                                              | Meshavajini        |
| Iama                                | sur       | Oṃ Maṃ Yamāya Namaḥ     | danda (vara)                           | Iamí                | Mangala (Marte)                                             | Varaji             |
| Níriti o Suriá (a veces Ráksasa)    | suroeste  | Oṃ Kṣaṃ Rakṣasāya Namaḥ | khadga (espada)                        | Khaḍgī              | Rahu (cabeza de un dragón invisible que causa los eclipses) | Khaḍgadhāriṇī      |
| Váruna                              | oeste     | Oṃ Vaṃ Varuṇāya Namaḥ   | pāśa (lazo)                            | Nalani              | Shani (Saturno)                                             | Varuni             |
| Vaiú                                | noroeste  | Oṃ Yaṃ Vāyuve Namaḥ     | aṅkuśa (pincho para dirigir elefantes) | Sárasuati o Bharati | Chandra (Luna)                                              | Mriga Vajini       |
| Kúbera                              | norte     | Oṃ Śaṃ Kuberāya Namaḥ   | gadā (maza)                            | Kúbera-yaiá         | Budha (Mercurio)                                            | Kumari             |
| Ishana (a veces Pritiví, la Tierra) | noreste   | Oṃ Haṃ Īśānāya Namaḥ    | trishula (tridente)                    | Párvati             | Brijáspati (Júpiter)                                        | Majésuari          |
| Brahmá                              | cenit     | Oṃ Hriṃ Brahmaṇe Namaḥ  | padma (loto)                           | Sárasuati           | Ketu (cuerpo muerto del dragón Raju)                        | Brahmāni           |
| Viṣṇu                               | nadir     | Oṃ Kliṃ Viṣṇave Namaḥ   | chakrá (disco)                         | Laksmí              | Lagna                                                       | Vaisnavi           |